# Erich Tschimpke
Erich Tschimpke (* 11. März 1898 in Breslau; † 3. Juli 1970 in Heppenheim) war ein deutscher SS-Oberführer, der unter anderem Nachschubführer im Kommandostab Reichsführer SS, Gebietskommissar in der Ukraine und Inspekteur der Abteilung Presse und Propaganda der Legione SS Italiana war.

## Leben

### Erster Weltkrieg, NSDAP und SS
Der gelernte Landwirt war im Ersten Weltkrieg ab dem 12. August 1914 im Heeresdienst. Als Angehöriger des 8. Westpreußischen Infanterie-Regiments Nr. 175 wurde er als Leutnant mit dem Eisernen Kreuz I. Klasse ausgezeichnet. Seine Dienstzeit endete als Oberleutnant am 9. April 1920. Nach dem Kriege wechselte er mittellos von einer Beschäftigung zur anderen. Am 1. Mai 1932 trat er der NSDAP bei (Mitgliedsnummer 1.191.365). Zwei Monate später, am 30. Juli, trat er in die SS ein (SS-Nr. 40 065). Von April 1935 bis Anfang November 1936 war er Führer der 9. SS-Motorstandarte. Zu diesem Zeitpunkt erfolgte auch seine hauptamtliche Aufnahme in die SS.

### SS-Referent, Inspektion der KZ, SS-Division Totenkopf
Ab 1. November 1936 gehörte er als Motor-Referent dem Stab des SS-Oberabschnitts (SS-OA) Südost an. Da er Fähigkeiten auf dem Gebiet der Organisationsfragen und der Truppenversorgung zeigte, holte ihn Theodor Eicke ab dem 30. Januar 1938 als Nachschubführer zur Inspektion der Konzentrationslager, gleichzeitig wurde er zum SS-Standartenführer befördert. Diese Position nahm er bis Oktober 1939 wahr, um dann bei der neu aufgestellten SS-Division Totenkopf bis Januar 1941 als Nachschubführer eingesetzt zu werden. Danach wurde er am 25. April 1941 zum Nachschubführer im Kommandostab Reichsführer SS ernannt. In der gleichen Dienststellung wurde er ab Anfang Januar 1942 auch Quartiermeister im Kommandostab RFSS.

### Gebietskommissar in der Ukraine
Im Oktober 1942 erfolgte eine Unterweisung im Hauptamt Ordnungspolizei (HAOP). Ab dem 16. Oktober 1942 diente er bei der Polizeiverwaltung (PV) in Waldenburg, um dort den Polizeidienst kennenzulernen.
Anfang März 1943 übernahm er dann Aufgaben als Gebietshauptmann im Kreis der Stadt Korosten, Reichskommissariat Ukraine. Am 18. August 1943 erfolgte seine Ernennung zum Gebietskommissar im Kreis Korosten.

### SS-Kommando in Italien
Im April 1944 wurde Tschimpke als SS-Führer z. b. V. zum Stab des Höchsten SS- und Polizeiführers (HöSSPF) Italien kommandiert und wurde dort „Inspekteur der Abteilung Presse und Propaganda“ für die Legione SS Italiana. In dieser Funktion arbeitete er mit dem „Inspekteur der SS-Freiwilligenwerbung“ in Italien, Generalmajor der Waffen-SS und Brigadegeneral Pietro Mannelli, zusammen.
Am 30. April 1945 endete mit diesem Einsatz sein Militärdienst.